# Alfa Romeo Giulia (952)
Alfa Romeo Giulia (вимовляється Альфа Ромео Джуліа/Джулія) — сімейство середньорозмірних автомобілів італійського виробника Alfa Romeo. Він був розроблений як седан варіація Alfa Romeo Stelvio.

## Опис

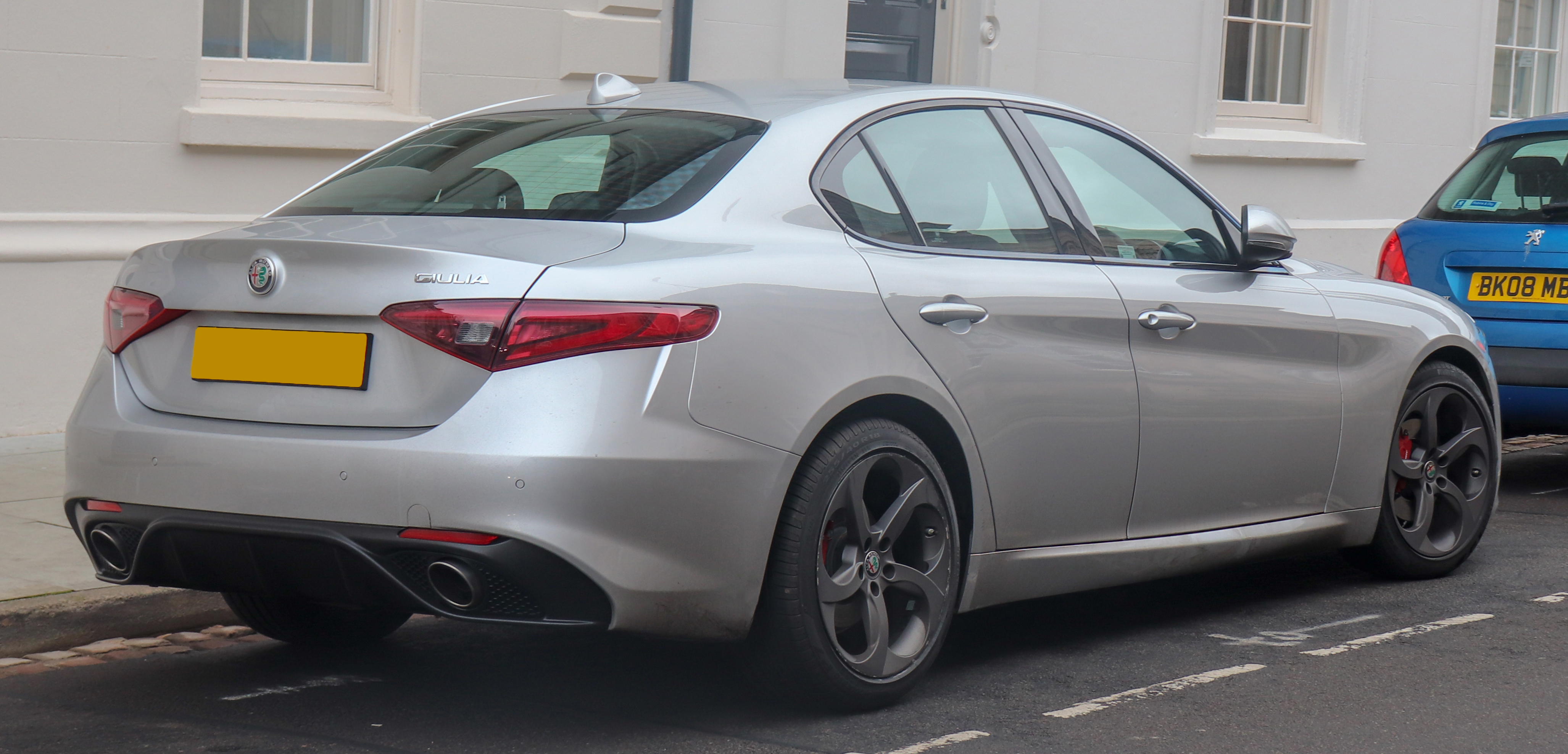
Alfa Romeo Giulia (2016–2022)

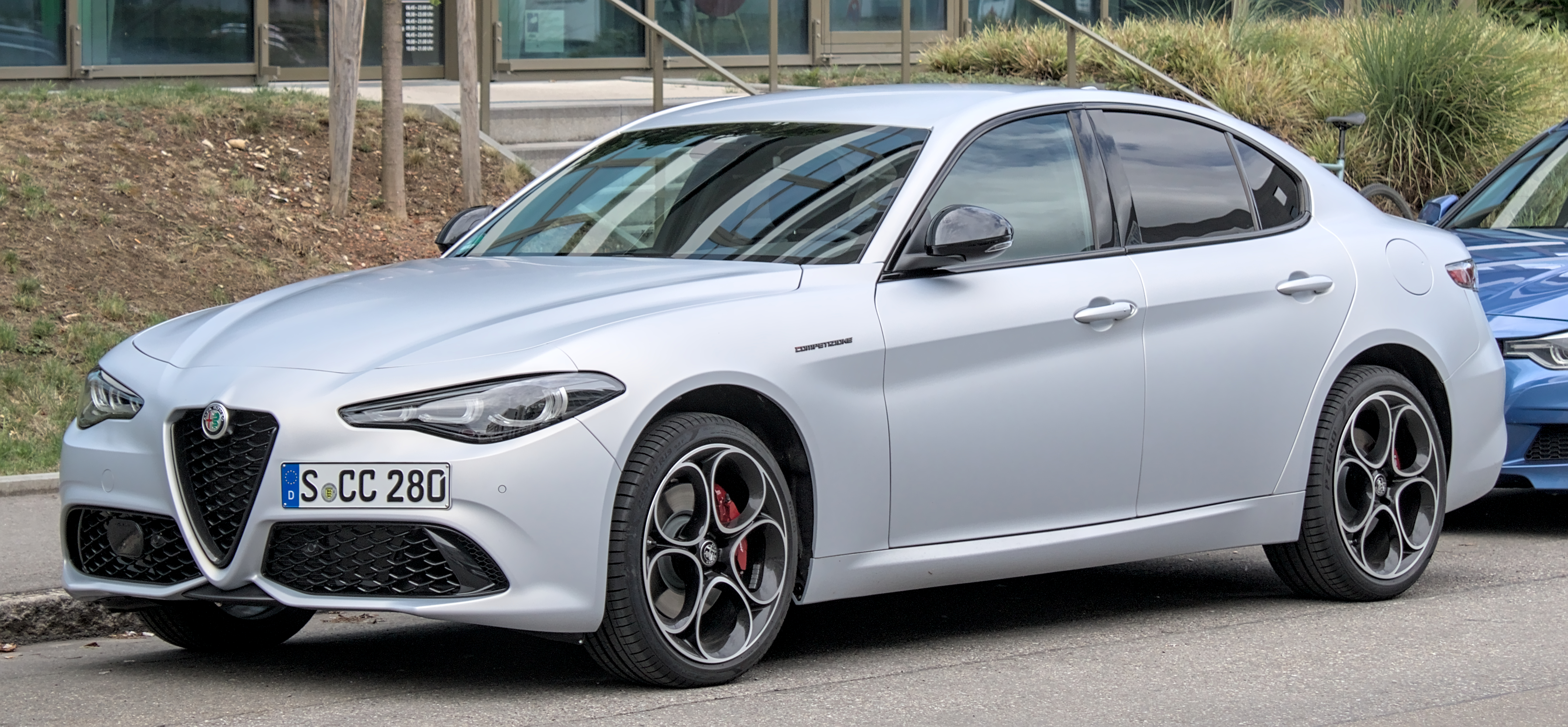
Alfa Romeo Giulia (з 2022)

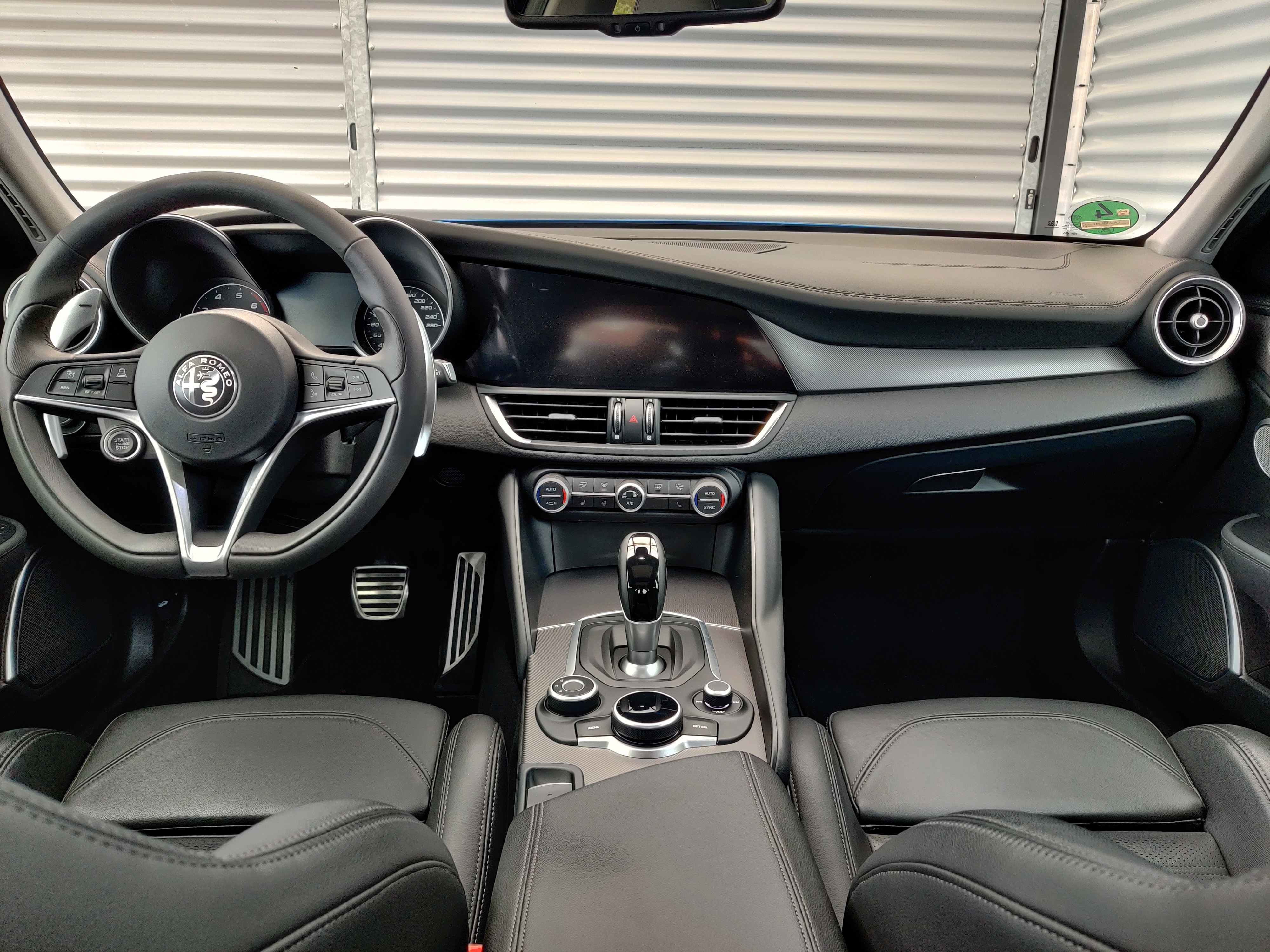
Салон Alfa Romeo Giulia

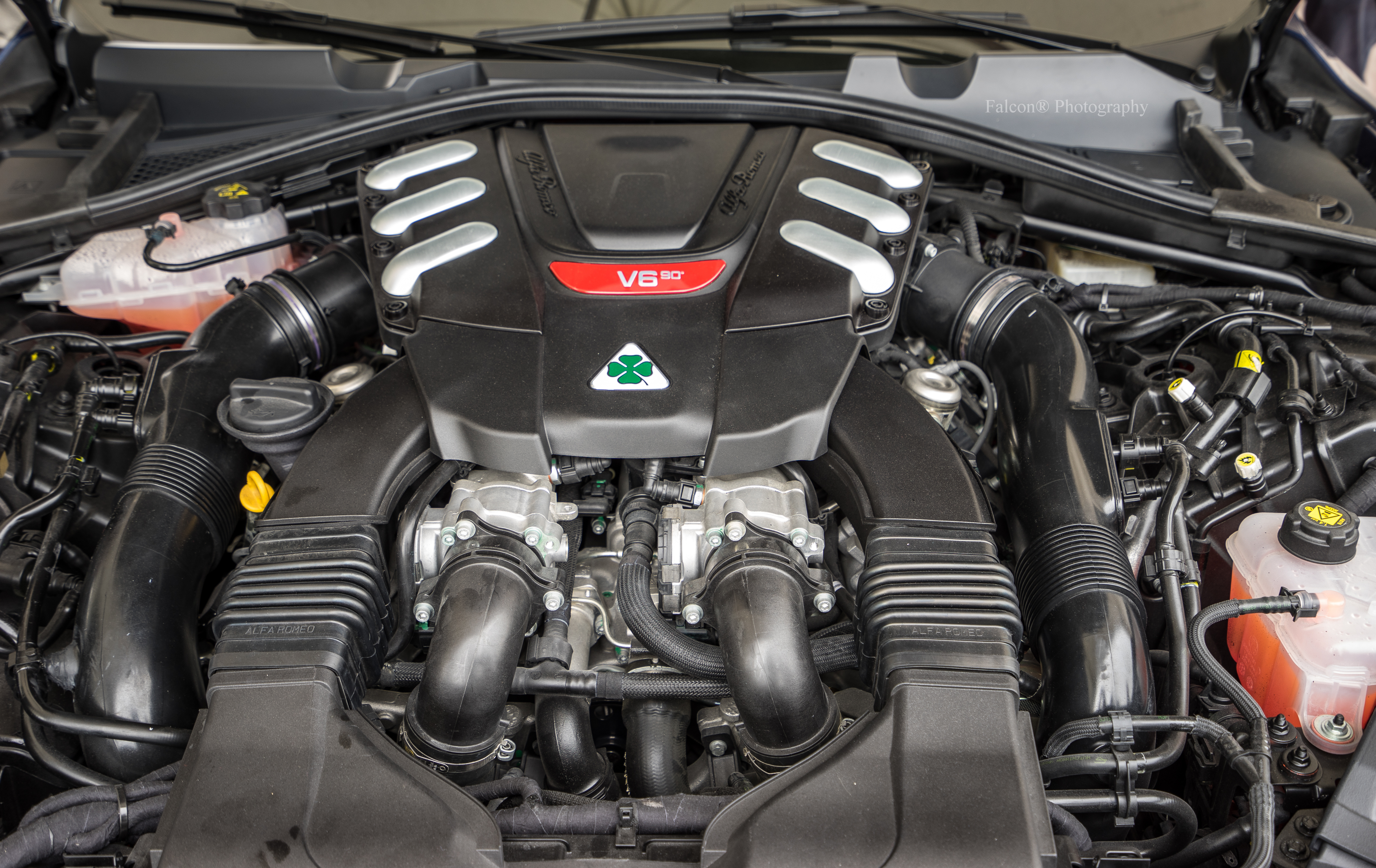
Двигун 2.9 л V6 Quadrifoglio twin turbo

Спочатку планувалося, що в 2012 році змінить у виробничій лінійці компанії модель 159. Giulia в кузові седан представлена 24 червня 2015 року на 105-ту річницю компанії Alfa Romeo, громадськості автомобіль показали на Франкфуртському автосалоні, а на ринок модель вийшла в 2016 році. Таким чином, з моменту зняття з виробництва 159 і до запуску Giulia, компанія вперше з 1963 року не була представлена на ринку середньорозмірних седанів.
Giulia стала першою починаючи з 1995 року масовою моделлю Alfa Romeo, що реалізується на ринку США через авторизовану дилерську мережу. Спочатку планувалось, що в основу конструкції ляже передньоприводна платформа Compact концерну Fiat, яка використана зокрема на моделі Giulietta, однак в січні 2014 року стало відомо, що автомобіль збудують на новій задньоприводній платформі Giorgio.
Автомобіль отримав передню підвіску, розроблену спеціально для нього. Автомобіль володіє ідеальним статичним розподілом ваги 50:50. За це дякувати потрібно зміщений в межі колісної бази мотор. Звідси і порівняно короткі звіси.
Спереду в машині встановлена підвіска на подвійних поперечних важелях, ззаду - багаторичажка. Особливу увагу приділено рульовому управлінню: виробник повідомляє, що воно саме «гостре» на ринку, при цьому разом з особливостями геометрії підвіски забезпечує чисте і точне проходження дуги при великих поперечних навантаженнях.
Бензинові двигуни l4 відносяться до сімейства Global Medium Engine, розробленим Alfa Romeo в 2016 році. Вони мають об'єм 1995 см3 і потужність 197 або 276 к.с.. Двигуни оснащені системою MultiAir, що регулює фази газорозподілу і підйом клапанів.
У 2016 році на Женевському автосалоні була представлена Giulia AE (Advanced Efficiency) з дизельним двигуном 2.2 L I4 Multijet II AE потужністю 178 к.с. і 8-ступінчастою автоматичною коробкою передач. У комбінованому циклі двигун споживає 4,2 літра палива на 100 кілометрів пробігу, при цьому викиди CO2 становлять всього 99 г/км. Для досягнення таких показників був застосований ряд особливих технічних рішень, наприклад, клапан EGR низького тиску, що підвищує ефективність двигуна, водо-повітряний інтеркулер, вторинний контур охолодження двигуна на додаток до основного і спеціально підібрані передавальні числа в коробці передач.
До 2019 модельного року дизельні двигуни були вдосконалені для відповідності стандарту Євро-6 шляхом впровадження технології AdBlue.
Об'єм багажника Alfa Romeo Giulia 2021 складає 360 літрів. Спинки задніх крісел складаються в пропорції 40/20/40.

У 2023 році Alfa Romeo додала до модельного ряду Giulia обмежені версії Lusso та Estrema.

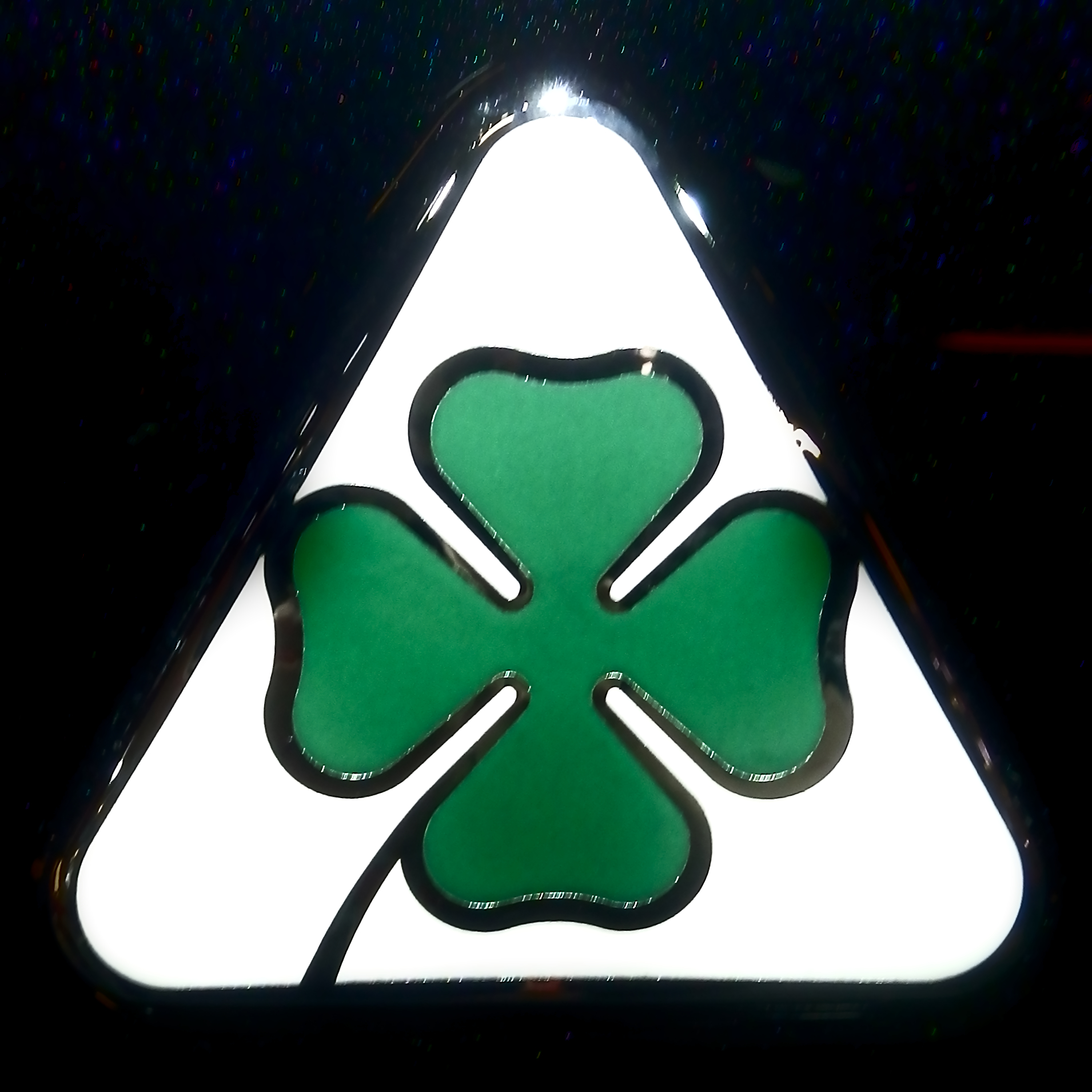
Лого Quadrifoglio Verde

### Quadrifoglio Verde

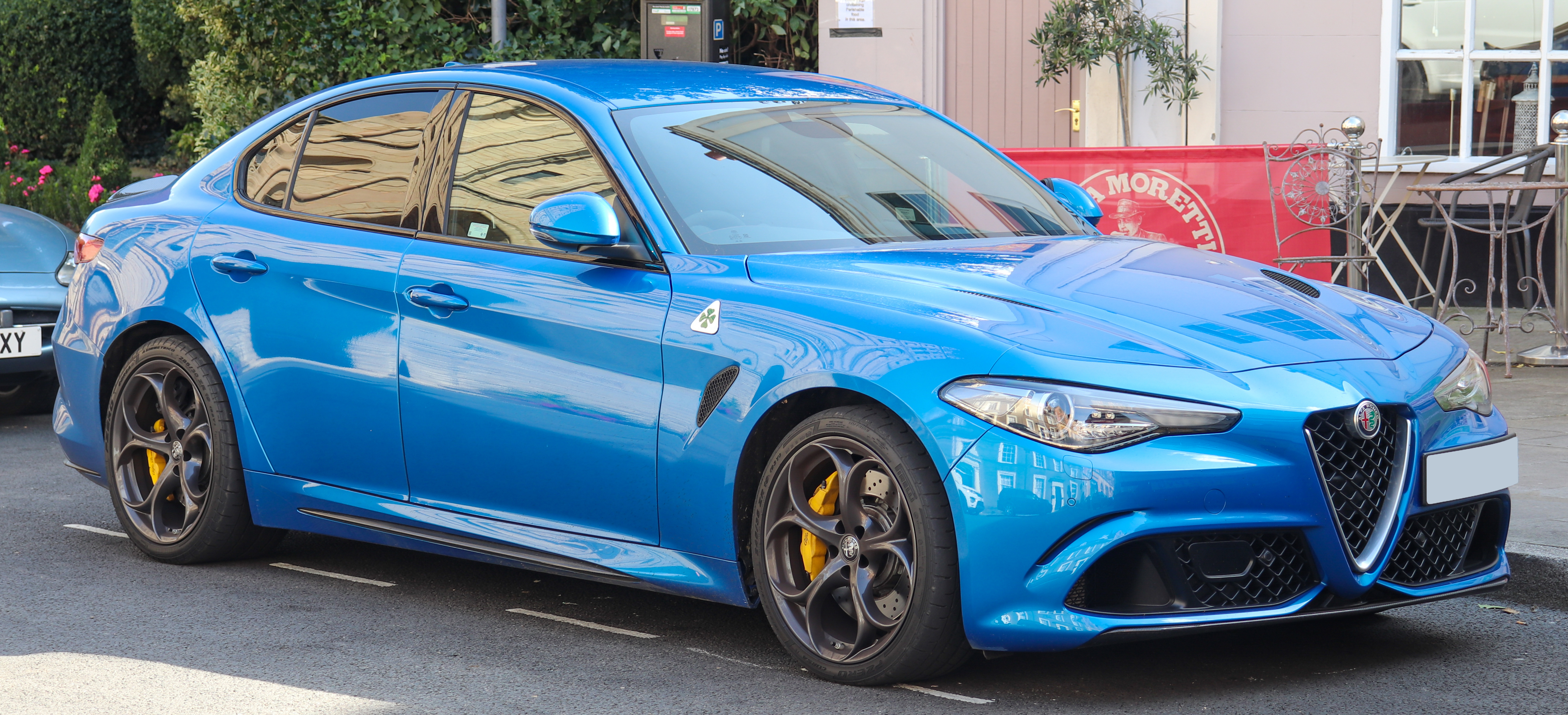
Alfa Romeo Giulia Quadrifoglio

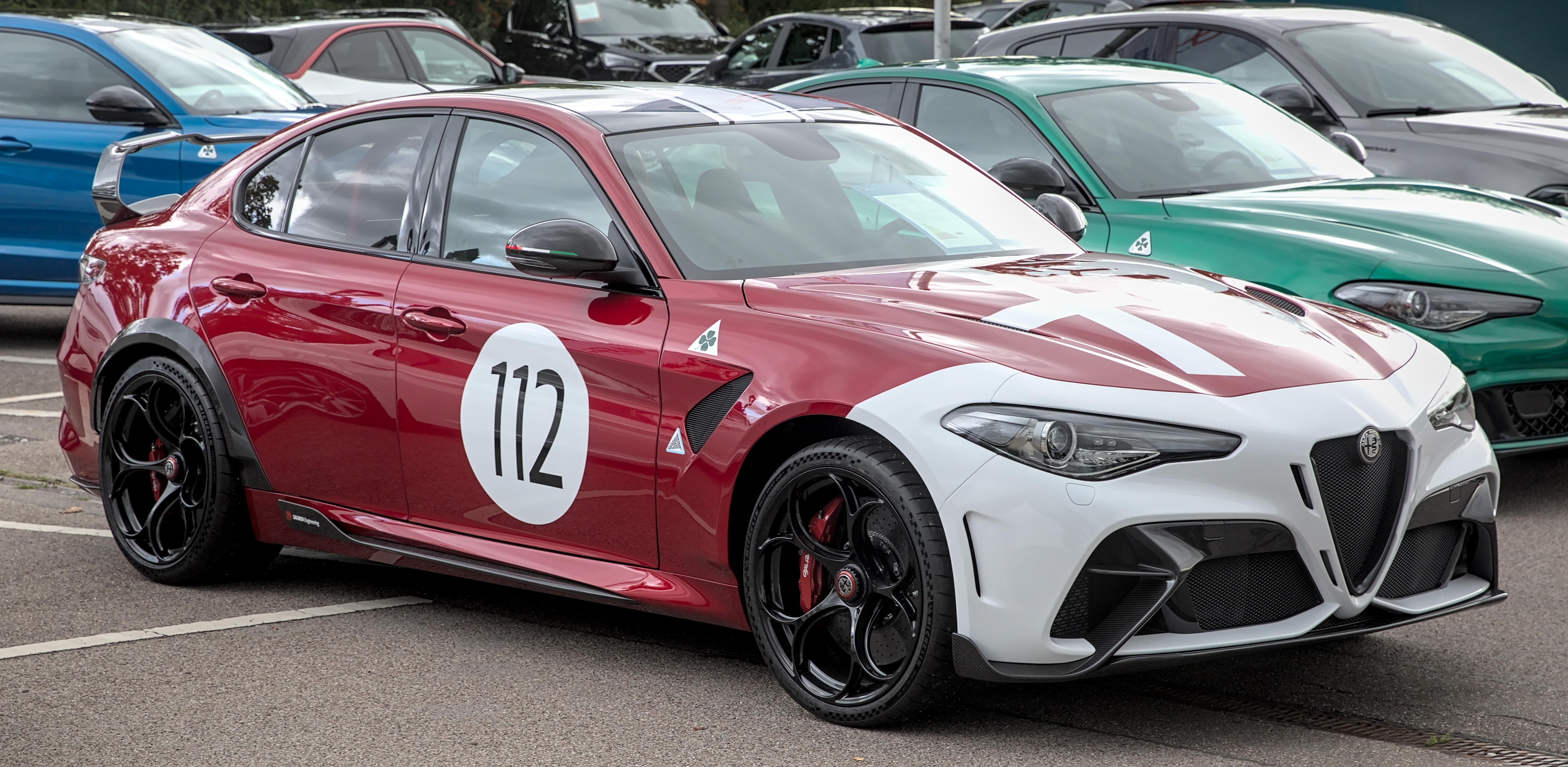
Alfa Romeo Giulia GTAm

Топова модель отримала позначення Quadrifoglio Verde і комплектується алюмінієвим 2,9 л Alfa Romeo 690T 3.0 twin-turbo виробництва Alfa Romeo, що розроблений на основі двигуна 3.9 л F154 BB V8 (від Ferrari California Т) і він має такий ж діаметр циліндра та хід поршня 86.5 x 82.0 мм. Турбіни виробництва IHI розвивають тиск до 2 бар, дозволяють двигуну, з розвалом циліндрів 90°, видавати потужність 510 к.с. і 600 Нм крутного моменту. Завдяки системі відключення циліндрів (з можливістю відключення 3 з 6 циліндрів) автомобіль демонструє витрати палива 8,5 літрів на 100 кілометрів при змішаному циклі. Автомобіль складає конкуренцію Mercedes-AMG C63 та BMW M3.
Працівникам компанії пропонували двигун Maserati 3,0 л F160 V6 twin-turbo з розвалом циліндрів 60°, однак останні назвали кут розвалу не спортивний і спеціально розробили свій двигун 2,9 л V6 twin-turbo з колишніми спеціалістами Ferrari.

## Двигуни
| Двигун                    | Об'єм [см³] | Тип двигуна | Діаметр циліндра хід поршня [мм] | Ступінь стиску | Потужність [к.с.] при об/хв | Крутний момент [Нм] при об/хв | Розгін 0-100 км/год [с] | Максимальна швидкість [км/год] |            |
| Бензинові:                | Бензинові:  | Бензинові:  | Бензинові:                       | Бензинові:     | Бензинові:                  | Бензинові:                    | Бензинові:              | Бензинові:                     | Бензинові: |
| ------------------------- | ----------- | ----------- | -------------------------------- | -------------- | --------------------------- | ----------------------------- | ----------------------- | ------------------------------ | ---------- |
| 2.0 Turbo                 | 1995        | І4          | 84x90                            | b.d.           | 200 (147)/5000              | 330/1750                      | 6,2                     | 235                            |            |
| 2.0 Turbo                 | 1995        | І4          | 84x90                            | 10,0:1         | 280 (207)/5000              | 400/1750                      | 5,6                     | 250                            |            |
| V6 2.9 TwinTurbo          | 2891        | V6          | 86,5x82                          | 9,3:1          | 510 (375)/6500              | 600/2500-5000                 | 3,9                     | 307                            |            |
| V6 2.9 TwinTurbo GTA/GTAm | 2891        | V6          | 86,5x82                          |                | 540 (397)/                  | 636/                          | 3,6                     | 310/316                        |            |
| Дизельні:                 |             |             |                                  |                |                             |                               |                         |                                |            |
| 2.2 MultiJet 2            | 2143        | І4          | 83x99                            | b.d.           | 136 (100)/4000              | 380/1500                      | 9,0                     | 210                            |            |
| 2.2 MultiJet 2            | 2143        | І4          | 83x99                            | b.d.           | 150 (110)/4000              | 400/1500 automat: 400/1750    | 8,3                     | 220                            |            |
| 2.2 MultiJet 2            | 2143        | І4          | 83x99                            | b.d.           | 180 (132)/3750              | 450/1750                      | 7,1                     | 230                            |            |
| 2.2 MultiJet 2            | 2143        | І4          | 83x99                            | 15,5:1         | 210(154)/3750               | 470/1750                      | 6,6                     | 250                            |            |

## Продажі
| рік  | США    | Європа |
| ---- | ------ | ------ |
| 2016 | 36     | 10,475 |
| 2017 | 8,904  | 24,679 |
| 2018 | 11,519 | 17,075 |
| 2019 | 8,704  | 10,932 |